# Oblique-1
Oblique-1 (Eigenschreibweise Oblique - I) ist ein Musikalbum von Tyshawn Sorey. Die am 5. Juni 2011 im Studio Brooklyn Recording, Brooklyn entstandenen Aufnahmen erschienen am 27. September 2011 auf Pi Recordings.

## Hintergrund
Der Schlagzeuger Tyshawn Sorey war zur Zeit der Aufnahme dieses Albums Doktorand für Komposition an der Columbia University, der mit Steve Coleman und Steve Lehman sowie dem Trio Fieldwork (mit Steve Lehman und Vijay Iyer) aufgenommen, außerdem bereits zwei Alben unter seinem eigenen Namen veröffentlicht hatte, That/Not (2007) und Koan (2009). Oblique – I unterscheidet sich davon, dass die zehn Stücke aus einem Werk namens „41 Compositions“ stammen, das der Schlagzeuger auf Anregung Braxtons geschrieben hatte. Komponisten von Karlheinz Stockhausen bis Henry Threadgill inspirierten die mit Nummern betitelten Stücke. Loren Stillman (Altsaxophon), Todd Neufeld (Gitarre), John Escreet (E-Piano und akustisches Piano) und Christopher Tordini (Bass) begleiten Sorey bei einer Reihe komplexer Stücke, notierte Mike Shanley.

## Titelliste
- Tyshawn Sorey: Oblique-I (Pi Recordings PI40)[2]

1. Twenty 7:25
2. Eight 3:40
3. Thirty-Five 10:57
4. Eighteen 4:50
5. Forty 6:01
6. Zwenty-Four 6:52
7. Seventeen 8:47
8. Twenty-Five 8:58
9. Fifteen 12:03
10. Thirty-Six 6:56

Die Kompositionen stammen von Tyshawn Sorey.

## Rezeption

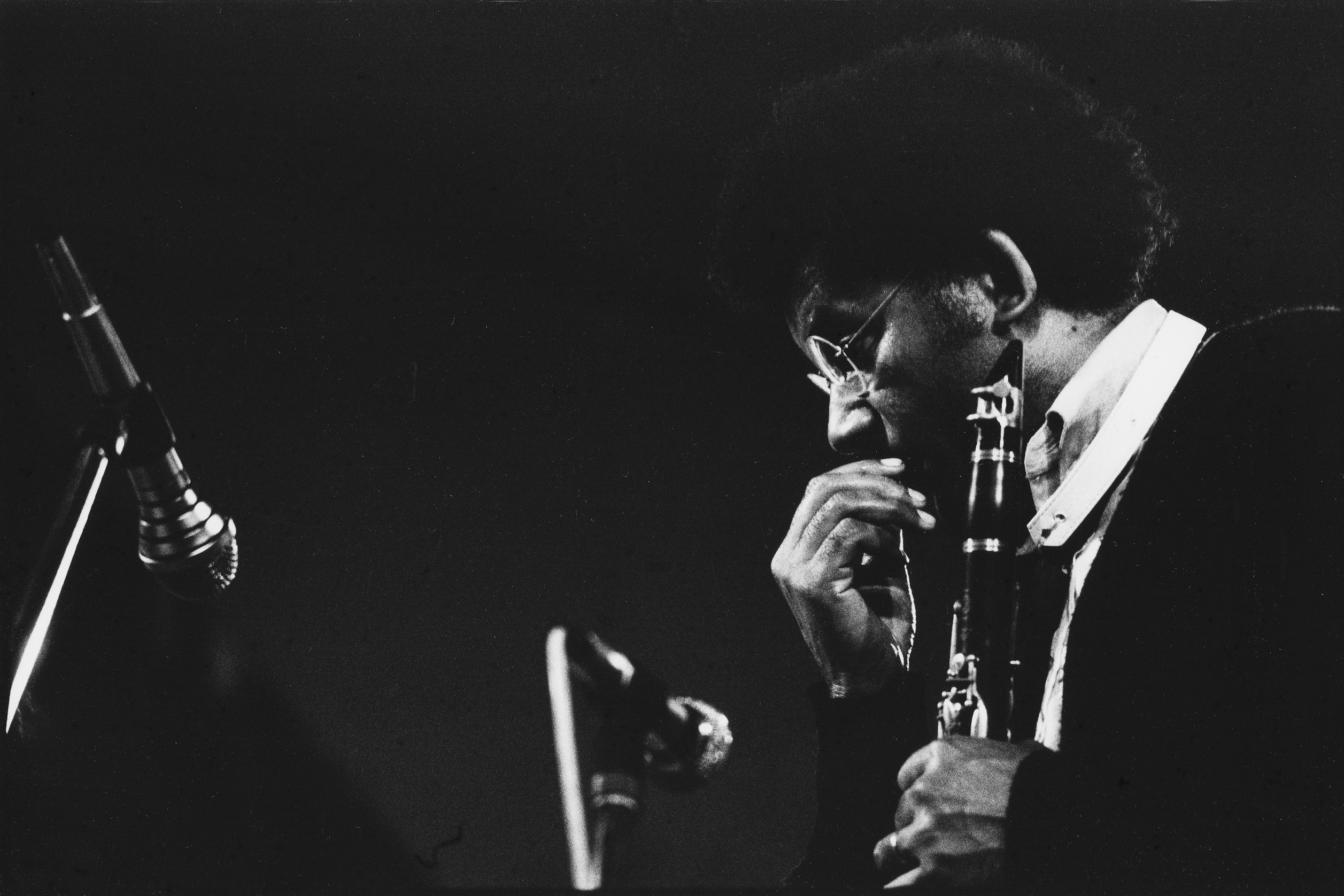
Anthony Braxton (1984)

Jedes Werk, das von einem Gespräch mit Anthony Braxton inspiriert wurde, dürfte von nachdenklichen Momenten geprägt sein, schrieb Mike Shanley in JazzTimes. Wenn Schlagzeuger und Komponist Tyshawn Sorey die Session leitet, würden die Erwartungen steigen und das Endergebnis umso mehr. Sorey habe eine Reihe komplexer Stücke geschaffen, die einige bemerkenswerte Vorbilder haben und dennoch neu und knackig klingen. Stillmans Interpretation von „Twenty“ zeige, wie sehr er sich als Original auf seinem Instrument entwickelt habe; das Altsaxophon-Solo von „Eighteen“ klinge wie das eines geradlinigeren Braxton. John Escreet müsse dabei oft die Aufgabe übernehmen, das Ganze durch bloßes Spielen von Akkorden zusammenzuhalten, doch in seinen eigenen Soli würde er sich mit Tempo und Anmut in freiere Gefilde begeben. Tyshawn Sorey selbst würde als Interpret weiterhin großartig klingen und pure Freiheit mit den Lektionen verbinden, die er von Steve Coleman über die mögliche Taktlage gelernt hat. Obwohl einige Stücke etwas starr wirken, porträtiere „Oblique – I“ einen Musiker, der die unerforschte Zukunft der Jazzkomposition repräsentiere.
Das Adjektiv „oblique“ im Titel würde wohl eher Bläsern und Pianisten zugeschrieben – man denke an Wayne Shorter oder Thelonious Monk, daher sei es erfrischend zu erleben, dass ein Schlagzeuger seinen Anspruch darauf geltend mache, meinte Kevin Le Gendre in Jazzwise. Abgesehen davon sei Tyshawn Sorey wohl ebenso Komponist und Ideengeber, und obwohl er sich bei dieser Session auf das Schlagzeug beschränke, seien seine Fähigkeiten am Piano nicht zu unterschätzen, wie er auf dem ambitionierten Werk That/Not von 2009 bewiesen habe. Demonstrierten dieses Album und sein Nachfolger Koan Soreys Neigung zu einem krassen, forschenden Minimalismus, in dem gewagt angeordnete Töne unvorhersehbaren, seltsam angeordneten Strukturen folgten, so würde dieses neueste Werk etwas von diesem Charakter beibehalten, interpretiere ihn aber in einem vielschichtigeren, dichteren Arrangement neu.

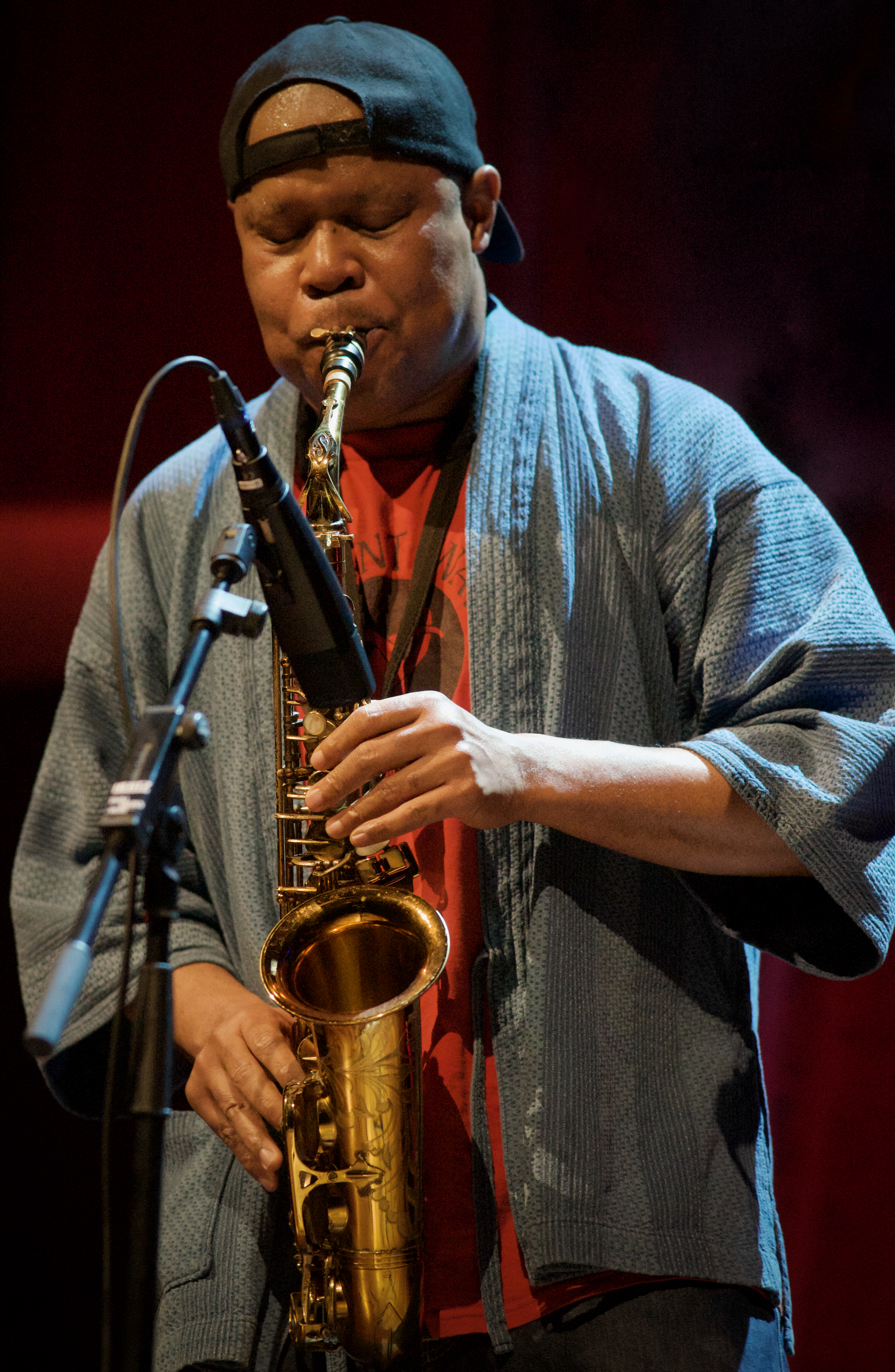
Steve Coleman (2017)

Da jedes Stück einen numerischen Titel trägt – von „Zwanzig“ bis „Sechsunddreißig“ –, liege die Vermutung nahe, dass die Musik ihren Daseinszweck in der Übung im Brechen konventioneller Taktarten habe, so Le Gendre weiter. Diese Annahme lasse sich auch aus Soreys Verbindung zu Steve Coleman ableiten. Doch darum allein gehe es offenbar nicht. Einige der Kompositionen hätten in ihrem Verlauf einen sehr veränderlichen Puls, behielten aber oft einen gewissen Groove. Auch die Klangfarben würden stark schwanken, und die Verwendung krachender, tiefer Frequenzen, die durch kurze, verkrampfte Phrasen zittern, erwecke den Eindruck, als würde die Musik von einer größeren Band als einem Quartett gespielt – ein Trick, den auch die kleinen Gruppen von Andrew Hill und Charles Mingus mit großer Wirkung vollbracht hätten. Sorey neige zwar zu dissonanten, wenn nicht gar schrillen, schleifenden Klängen, die an ein Aufeinanderprallen von Tonarten denken lassen, doch eliminiert er sein Blues-Gespür nicht völlig, und obwohl ein Stück wie „Thirty Five“ eine Art hagerer, wenn nicht leicht geisterhafter Tonalität aufweise, die an die Anton-Webern-artigen Progressiven der klassischen Musik erinnern könnte, hätten die gestaffelten, gekonnt in die Länge gezogenen Schlagzeugfiguren einen Charakter, den man zu Recht als seltsam funky bezeichnen könnte.